# Ocean Eyes (пісня)
«Ocean Eyes» — другий сингл американської співачки Біллі Айліш, який був частиною її дебютного мініальбому Don't Smile at Me. Пісня була спочатку написана та спродюсована старшим братом Айліш Фіннеасом О'Коннеллом  для його групи. Айліш та її брат завантажили трек на SoundCloud 18 листопада 2015 року, щоб до нього міг мати доступ вчитель з танців співачки, який попросив її написати танцювальну мелодію.  Пісня стала вірусною за ніч. Пізніше трек був перевипущений комерційно 18 листопада 2016 року на Darkroom та Interscope Records. 
«Ocean Eyes» отримав переважно позитивні відгуки від критиків, деякі з яких високо оцінили його мелодію та ліричний зміст. Пісня була комерційно успішною, досягнувши 84 місця в американському Billboard Hot 100. Для просування пісні трек супроводжувався музичним відео режисера Меган Томпсон, опублікованим 24 березня 2016 року.

## Комерційне сприйняття
«Ocean Eyes» вперше посів 11 місце в чарті Bubbling Under Hot 100 11 листопада 2018 року.  Після виходу дебютного студійного альбому Айліш When We All Fall Asleep, Where Do We Go?, трек піднявся до 84 місця в американському чарті Billboard Hot 100. Водночас Айліш побила рекорд за найбільшою кількістю одночасних записів, що потрапили у Hot 100.  
Пісня отримала потрійну платинову сертифікацію Американської асоціації індустрії звукозапису (RIAA). У Сполученому Королівстві сингл зайняв 72-ге місце в UK Singles Chart  і отримав платиновий сертифікат від Британської фонографічної індустрії (BPI).  

## Просування
Музичний кліп на «Ocean Eyes» режисера Меган Томпсон було завантажено на офіційний канал Айліш на YouTube 24 березня 2016 року. Кріс Девіл з Stereogum похвалив режисуру Томпсон, сказавши, що це «безперечно допоможе пісні в майбутньому».  Музичне відео з танцювальним виступом також було завантажено на офіційний канал Айліш на YouTube.  
Пісню було включено до сет-листу туру співачки When We All Fall Asleep.

## Учасники запису
- Біллі Айліш — вокал.
- Фіннеас О'Коннелл — продюсер, автор пісні.
- Джон Грінхем – мастеринг.

## Чарти

### Тижневі чарти
| Чарт (2018-2020)                                          | Найвища позиція |
| --------------------------------------------------------- | --------------- |
| Австралія (ARIA)                                          | 58              |
| Billboard Global 200                                      | 169             |
| Канада (Canadian Hot 100)                                 | 68              |
| Чехія (Singles Digitál Top 100)                           | 62              |
| Франція (SNEP)                                            | 43              |
| Ірландія (IRMA)                                           | 50              |
| Нова Зеландія (Recorded Music NZ) Version with Astronomyy | 38              |
| Португалія (AFP)                                          | 92              |
| Шотландія (OCC)                                           | 50              |
| Словаччина (Singles Digitál Top 100)                      | 83              |
| Швеція (Sverigetopplistan)                                | 88              |
| Великобританія Singles (OCC)                              | 72              |
| США Billboard Hot 100                                     | 84              |
| США Rolling Stone Top 100                                 | 51              |